# 원선재
원선재(1993년 7월 12일 ~ )는 대한민국의 전직 스타크래프트 프로게이머이다. 종족은 프로토스이며, 길드는 Op By-이며, 아이디는 Motive이다. KT 롤스터 소속이었다.
2011년 상반기 드래프트에서 KT 롤스터의 2차 지명으로 입단하였다.
2012 SK플래닛 프로리그 시즌 2 개막전에서 이루어진 첫 공식전에서 CJ 엔투스의 정우용을 꺾었고, 에이스결정전에서는 CJ의 에이스 김정우를 꺾고 데뷔전에서 하루 2승을 기록해 주목을 받았다. 원선재는 이 시즌에서 3승 4패를 기록하며, KT 롤스터의 비밀병기라는 별명을 얻게 되었다.
SK플래닛 스타크래프트 II 프로리그 12-13을 끝으로 은퇴하였다.

## 주요 기록
데뷔전인 SK플래닛 스타크래프트 프로리그 시즌2 1R CJ전에서 정우용, 김정우를 내리 잡아내며 스타크래프트2에서의 강한 면모를 보여줬지만, 스타크래프트1 브루드워에서 고인규, 조성호 등을 상대로 다소 무기력한 경기력으로 허무하게 패하고, 스타2에서도 2연패를 하며 '거품병기'라는 오명을 달기도 했다.

## 전적
통산전적 (13.12.02 기준, 스타2 전적포함)
|             | 경기 | 승-패 | 승률 |
| ----------- | ---- | ----- | ---- |
| 대 테란     | 2    | 1–1   | 50%  |
| 대 저그     | 6    | 3–3   | 50%  |
| 대 프로토스 | 2    | 0–2   | 0%   |
| 총합        | 10   | 4–6   | 40%  |

## 수상 경력
- 2010년 제 59회 스타크래프트 커리지매치 입상